# Бизе, Жан
Жан Бизе (фр. Jean Bizet)  — французский политик, член партии Республиканцы, сенатор от департамента Манш.

## Биография
Сын бывшего депутата Национального собрания, Жан Бизе окончил лицей Шатобриан в Ренне, медицинский факультет университета Кретея и Национальную ветеринарную школу Альфор. В 1973 году начал работать ветеринаром в своем родном поселке Ле-Тейёль.
В 1983 году Жан Бизе впервые был избран мэром Ле-Тейёля и занимал этот пост на протяжении 31 года. В марте 1985 года был избран в Генеральный совет департамента Манш от кантона Тейёль. 
В 1996 году, после отставки сенатора Жана-Пьера Тизона, впервые баллотировался в сенаторы и сумел победить на этих выборах. Впоследствии еще четыре раза, в 1998, 2004, 2011 и 2017 годах, он переизбирался в Сенат, причем трижды при персональном голосовании, а в 2017 года - во главе собственного списка. В 2010 году был избран председателем сенатского комитета по европейским делам.
Во время предвыборной кампании в 2016 году активно поддерживал Николя Саркози, был его советником по аграрным вопросам. На Конгрессе партии  Республиканцы в декабре 2017 года поддержал Лорана Вокье. 
В Сенате выступает в поддержку развития Генетически модифицированных организмов, в том числе за их выращивание в открытом грунте. 

## Занимаемые должности
06.03.1983 — 16.03.2014 — мэр коммуны Ле-Тейёль 

17.03.1985 — 20.03.2011 — член Генерального совета департамента Манш от кантона Тейёль 

1992 — 2008 — президент комиссии по сельскому хозяйству Генерального совета департамента Манш 

с 07.07.1996 — сенатор от департамента Манш 